# Pusté Pole
Pusté Pole es un municipio del distrito de Stará Ľubovňa en la región de Prešov, Eslovaquia, con una población estimada a final del año 2024 de 223 habitantes.
Se encuentra ubicado al noroeste de la región, cerca del río Poprad (cuenca hidrográfica del río Vístula) y de la frontera con  Polonia.

## Demografía
| Año        | 1994 | 2004    | 2014    | 2024    |
| ---------- | ---- | ------- | ------- | ------- |
| Población  | 209  | 226     | 224     | 223     |
| Diferencia |      | +8,13 % | −0,88 % | −0,44 % |

| Año        | 2023 | 2024    |
| ---------- | ---- | ------- |
| Población  | 217  | 223     |
| Diferencia |      | +2,76 % |